# Statuaire celtique
La statuaire celtique est une exception au sein de l'art celtique, au sens où ce dernier est généralement considéré comme non-figuratif. En conséquence, la sculpture était considérée comme un art peu pratiqué par les populations celtes et fortement influencées par la culture méditerranéenne. La multiplication des découvertes et de nouvelles études de découvertes anciennes viennent ébranler ce constat. Sans qu'il soit possible encore de déterminer une évolution globale, dans le temps et l'espace, il devient possible de définir certaines séries.

## Représentations humaines

### Stèles funéraires, stèles anthropomorphes et statue-stèles

#### Les stèles anthropomorphes de Gaule méridionale
En Gaule du sud se développe au premier âge du fer, aux VIIe, VIe et Ve siècles, un corpus de stèles anthropomorphes. Il s'agit de blocs de section rectangulaires ou carrée, anépigraphes, généralement sans figuration de membres ou de têtes, quoique certaines stèles aient manifestement subie une décapitation volontaire - ainsi sur le site des Touriès - et représentant des cuirasses stylisées, en figurant notamment les parties reconnaissables des épaulières, du cardiophylax, parfois assimilé à un bouclier, et de la ceinture. Ces stèles pourraient également avoir été peintes.
Ces stèles, initialement funéraires puis mises en scène au sein de portiques ou de sanctuaires héroïques, traduisent l'émergence et l'affirmation de lignées ou de groupes d'élites politiques, guerrières, et commerciales. Elles sont souvent ré-employées ultérieurement au sein des remparts des habitats, comme sur l'oppidum de la Ramasse à Clermont-l'Hérault ou ceux de Sextantio à Castelnau-le-Lez, de Sainte-Anastasie, ou de l'oppidum du Marduel à Saint-Bonnet-du-Gard.
Ces stèles peuvent être rapprochées de certaines autres stèles de Gaule du sud, funéraires, représentant la panoplies de guerriers, telle la stèle découverte en 1916 à Sextantio.
Les découvertes aveyronnaises, plus septentrionales se distinguent cependant par certains détails stylistiques et pourraient former un groupe à part au sein de ce corpus.

#### Les statues hallstattiennes d'Allemagne

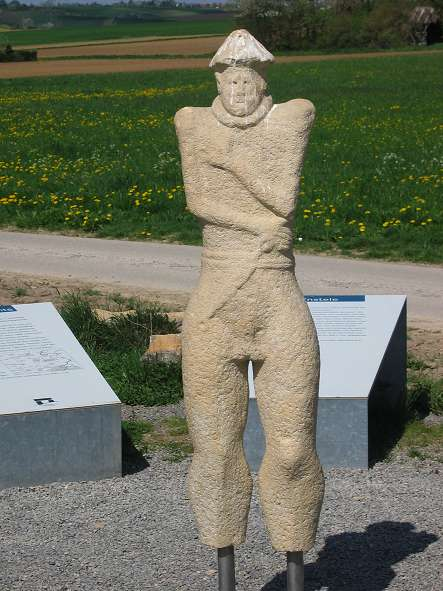
Réplique du Guerrier de Hirschlanden érigée sur le lieu de la découverte.

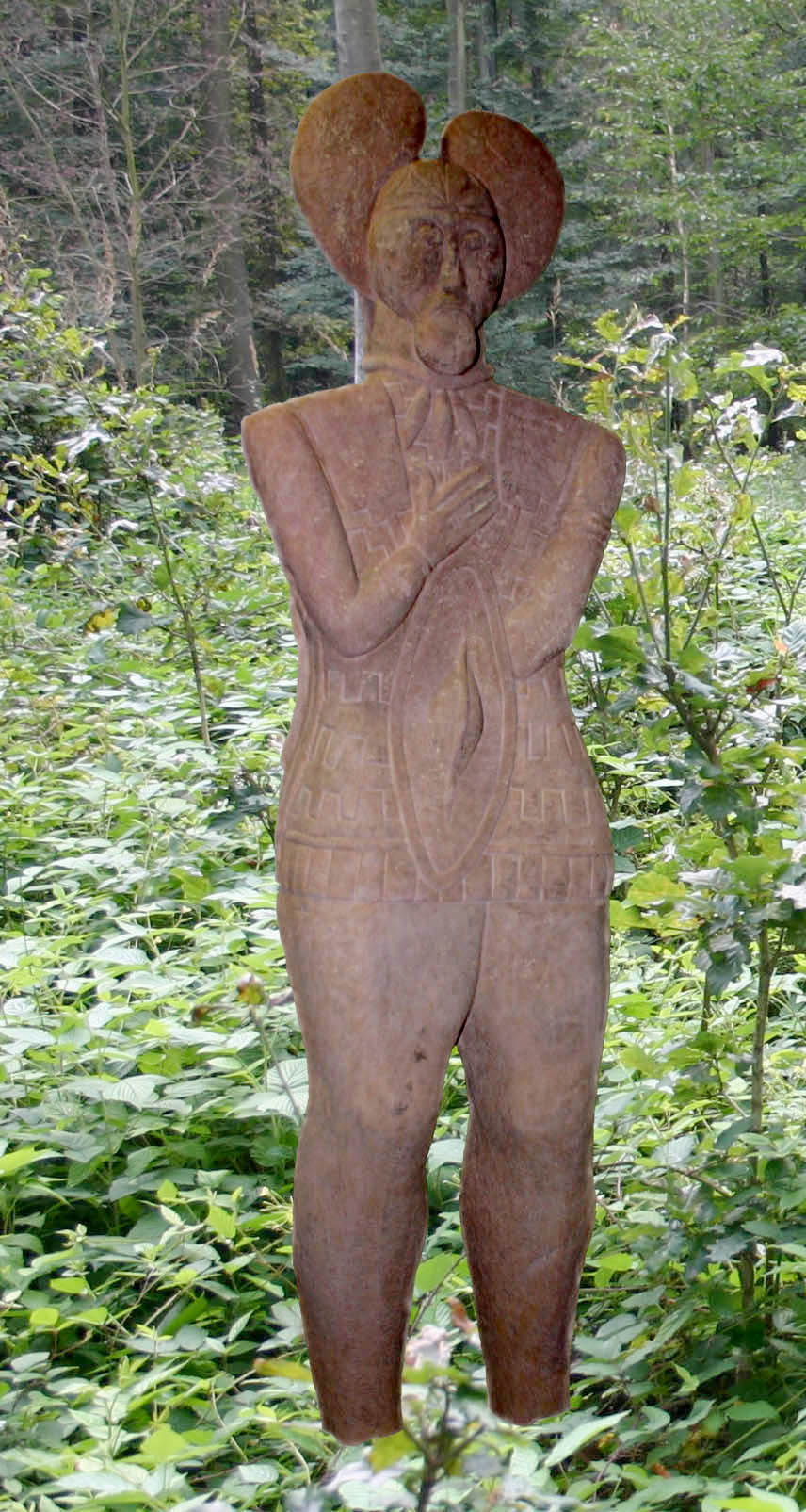
Statue 1 du Glauberg.

Les pièces regroupée sous cet intitulé sont majoritairement distribuées sur deux régions, la Rhénanie et l'Allemagne du sud. Les deux pièces majeures de ce regroupement sont le Guerrier de Hirschlanden et la statue du Glauberg.
Les contextes de découverte de ces œuvres sont essentiellement funéraires. La statue du Glauberg la plus connue, également appelée «Statue 1», est découverte en 1996. il s'agit très certainement d'une représentation héroïsée du défunt présent dans la sépulture retrouvée au sein du tumulus sur lequel la statue était érigée à l'origine. En plus de cette relation spatiale, les artefacts découverts au sein de la sépulture - torque et bijoux, restes de coiffe, armes - correspondent à ceux représentés sur la statue.
Les datations des statues retrouvées couvrent le VIIe, VIe et Ve siècle. Soit le Hallstatt et la Tène ancienne. Les plus anciennes, surtout présentes en Allemagne du sud, sont des stèles gravées représentant un corps humain de manière assez fruste. Ainsi, les stèles de Rottenburg-am-Neckar, de Lubrein ou de Stammheim. Au fil du temps, la sculpture s'affine pour donner des pièces plus élaborées et plus variées, le Guerrier de Hirschlanden et la statue du Glauberg précédemment citées, mais aussi le pilier de Pfalzfeld ou la stèle de Holzgerlingen.
Certaines de ces œuvres peuvent traduire des influences méditerranéennes, en particulier adriatiques, ainsi l'ithyphallisme du guerrier de Hirschlanden. Mais elles comportent beaucoup d'éléments typiquement celtiques comme la coiffe de gui ou des motifs végétalisant.

#### Les statue-stèles celtibères
La péninsule ibérique possède une longue tradition de stèles anthropomorphes, cette tradition lapidaire remontant au moins à l'Âge du bronze final. Bien que la majorité des stèles aient été érigées par des populations non celtiques, les populations tartessiennes et ibères, un certain nombre d'œuvres est attribué aux peuples celtibères. Ainsi, le groupe de stèles anthropomorphes de la Meseta nord, daté du début du second âge du fer, autour de 500 av. J.-C., telle la stèle de Segura de Toro. Ou encore les œuvres beaucoup plus récentes, datées du changement d'ère et de l'époque augustéenne, et regroupée sous le nom de «Guerreros Galaicos», en français les "Guerriers Galaïques" ou "Galaïco-lusitaniens".
Les stèles ibères, celtibères, ligures et leurs homologues du sud de la Gaule présentent nombre de liens stylistiques permettant de supposer certains échanges culturels.

#### Les statues gallo-romaines de Narbonnaise

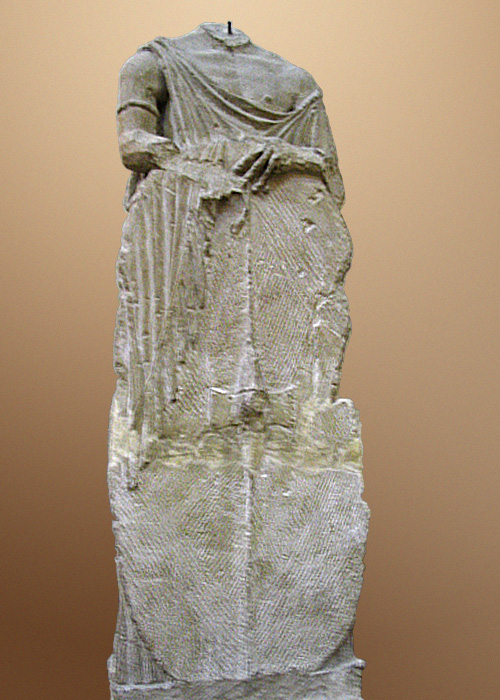
Le guerrier de Mondragon.

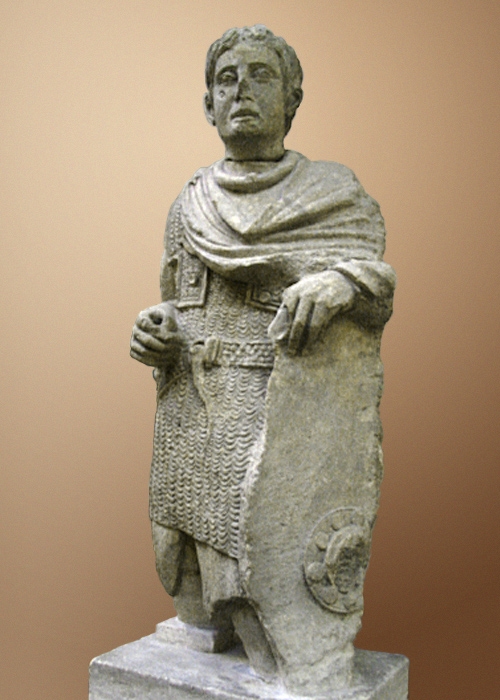
Le guerrier de Vachères.

Ce groupe est essentiellement composé du couple exposé au musée lapidaire d'Avignon et constitué de la statue du guerrier de Vachères et de celle du guerrier de Mondragon.
La première, le guerrier de Vachères, a été découverte vers 1870, sur le territoire de la commune de Vachères, à proximité de la frontière antique entre le territoire du peuple des Albiques et celui des Voconces. Légèrement plus grande que nature, comportant des traces de polychromie et datée de l'époque augustéenne, elle est probablement issue d'un contexte funéraire. Elle représente un membre de l'élite locale, debout et en arme (glaive, bouclier et cotte de mailles). Sa panoplie traduit son appartenance aux troupes auxiliaires de l'armée romaine. Bien que le sujet soit incontestablement gaulois, son traitement traduit une forte influence de la culture italique et romaine.
La statue dite du guerrier de Mondragon présente des caractéristiques similaires. Découverte en 1834, à Mondragon, sa tête et une partie de ses mains sont mutilées. Des fouilles ultérieures faites sur le lieu de découverte ont permis de mettre au jour des ossements humains, accompagnés de céramique et d'armes de fer, lances et couteau.

### Bustes et Ex-votos

#### Bustes de Gaule méridionale
La Gaule méridionale est l'une des régions du monde celtique où la tradition lapidaire est la plus présente. On y découvre notamment, en particulier dans la région de Nîmes, toute une série de petits bustes de facture assez proche. On peut citer parmi eux les bustes dit de Sainte-Anastasie, découverts dans un champ à une douzaine de kilomètres de Nimes, ou celui retrouvé à Corconne. Ils sont datés des VIe – Ve siècle av. J.-C. et présentent des traces de polychromie. La plupart d'entre eux montrent une sorte de casque ou de capuche ornementée que l'on suppose faite de cuir.

#### Bustes sur socle

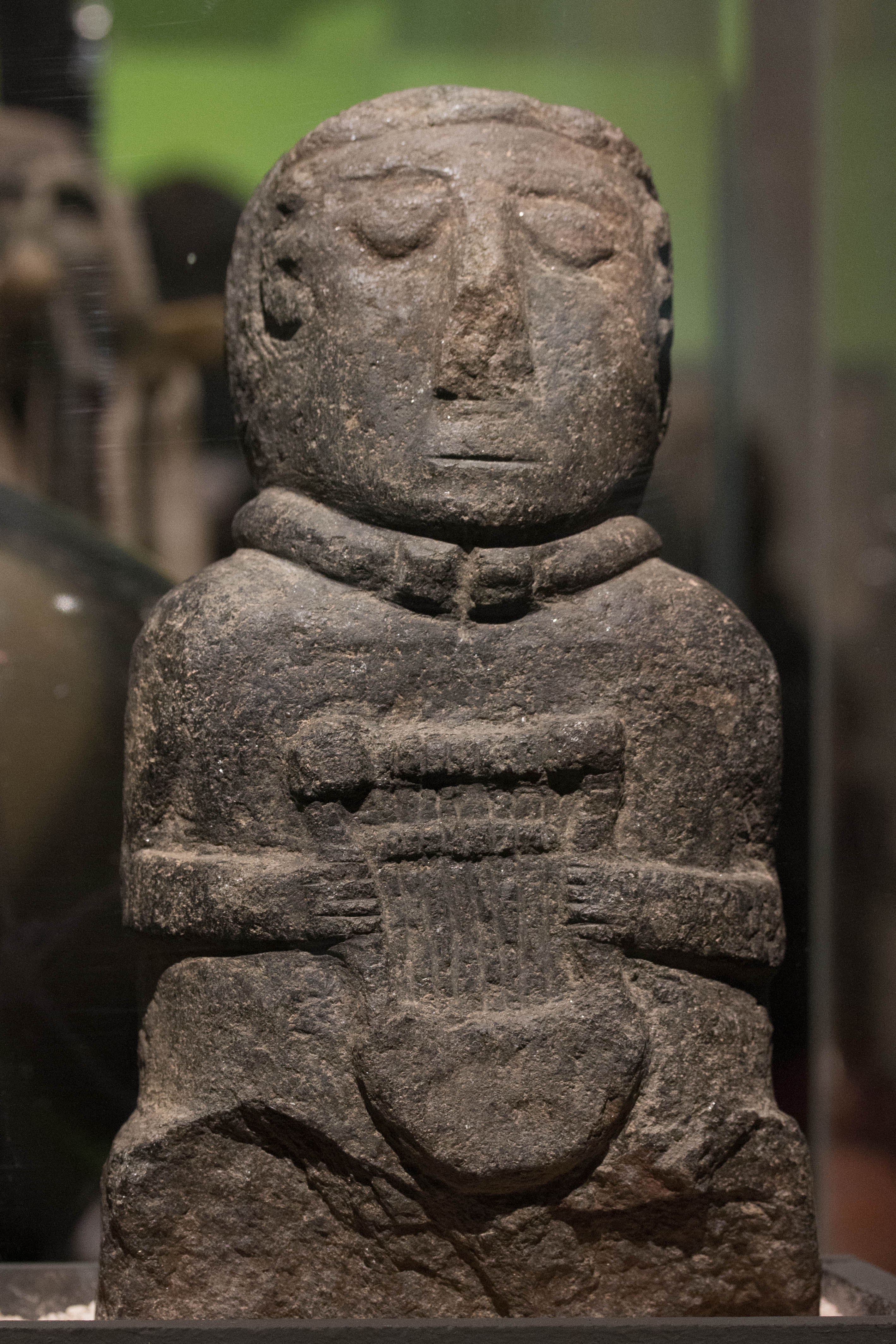
Buste du « Barde de Paule ».

Mise en évidence par la découverte des quatre statues de la forteresse de Paule, la série des bustes sur socle est encore l'objet de spéculations concernant son emprise chronologique. Une autre de ses particularités est sa répartition spatiale bien plus large que les autres séries de statues. Cette répartition spatiale couvre en effet au moins l'Armorique et la Gaule centrale, avec une relative concentration des œuvres sur le territoire Biturige. Mais elle est susceptible d'excéder les frontières de la Gaule.
Il s'agit de statues de petite taille - de 23 à 43 cm pour les statues de Paule, 48 cm pour le buste de Védignat, conservé au musée Guéret d'Ars, 25 cm pour la statue du jardin Kasmarek de Chateaumeillant. S'agissant de bustes, les jambes ne sont pas représentées et sont remplacées par un socle laissé brut et permettant de ficher la statue dans un support de bois ou de terre. Les mains sont fréquemment représentées, repliées sur le torse, gravées avec un soin variable et tenant souvent des objets symboliques, torques et armes le plus généralement. La tête est, elle, sculptée en ronde-bosse.
Les interprétations données à ces œuvres restent variables. Ainsi les bustes de Paule sont interprétés comme des représentations d'ancêtres, faisant l'objet d'un culte privé[source insuffisante]. D'autres statues, le buste de Levroux par exemple, sont interprétées comme des divinités[source insuffisante].
Parmi les statues susceptibles d'être intégrées au sein de ce corpus, il est possible de citer le personnage au torque de Paulmy, celui de Pérassay, celui d'Orsennes, de Plounévez-Lochrist, du bas-Lannoué à Yvignac-la-Tour. On peut également considérer la «Dame de Beaupréau», découverte en 1998 et acquise par le musée d'archéologie nationale en 2003, la statue dite du «Dieu d'Euffigneix», lui aussi conservé au M.A.N., ainsi que le Buste de la Devèze d’Ayrebesque, trouvé à Bozouls, et le Buste de Rodez tous deux au musée Fenaille de Rodez.

#### Ex-votos et sculptures en bois

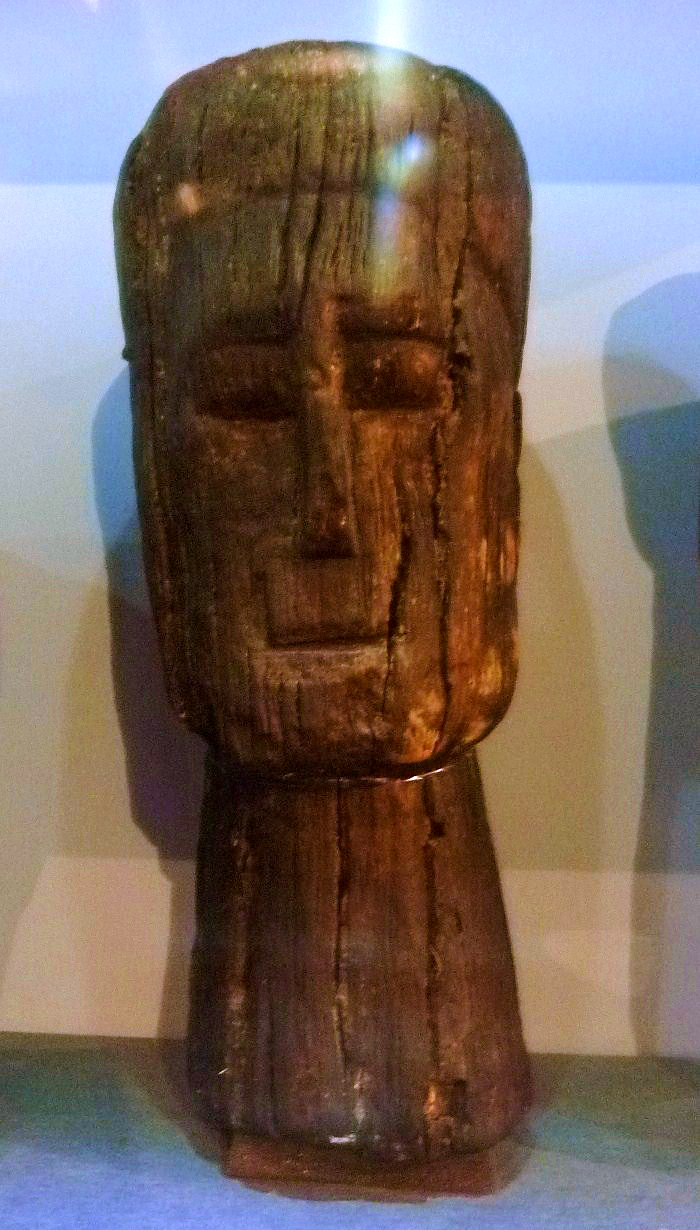
Ex-voto des sources de la Seine.

Les découvertes en 1963 des bois sculptés des sources de la Seine et en 1968 du sanctuaire de la source des Roches à proximité de Clermont-Ferrand dans le Puy-de-Dôme ont permis de jeter un nouveau regard sur la statuaire en bois d'origine gallo-romaine. Ces deux sites ont en effet livré un très grand nombre de statuettes en bois, principalement en chêne et hêtre, déposés là comme ex-voto. Les terrains gorgés d'eau ont favorisé une excellente conservation de ces témoignages de piété. Quelques œuvres en pierre ou en bronze ont également été retrouvées parmi les pièces en bois, en particulier sur le site des sources de la Seine.
Sur les deux sites, les ex-votos peuvent majoritairement être regroupés en trois grandes catégories - les planches anatomiques et représentations de membres ou d'organes, les têtes, représentées seules et les corps complets. Les deux ensembles datent de l'époque gallo-romaine et sont quasiment contemporains.
Par bien des côtés, de par son matériau comme de par son traitement, le poteau funéraire découvert sur la plage de Soulac-sur-mer présente quelques affinités avec les ex-votos des sources. Il s'agit pourtant d'une œuvre d'une nature différente. Mesurant 86 cm de haut, traversé par une mortaise, il s'agit des restes d'un poteau décoré appartenant à un enclos probablement funéraire et aujourd'hui submergé, ce qui a permis la conservation du bois.

### Les statues accroupies

#### Les statues accroupies de Narbonnaise

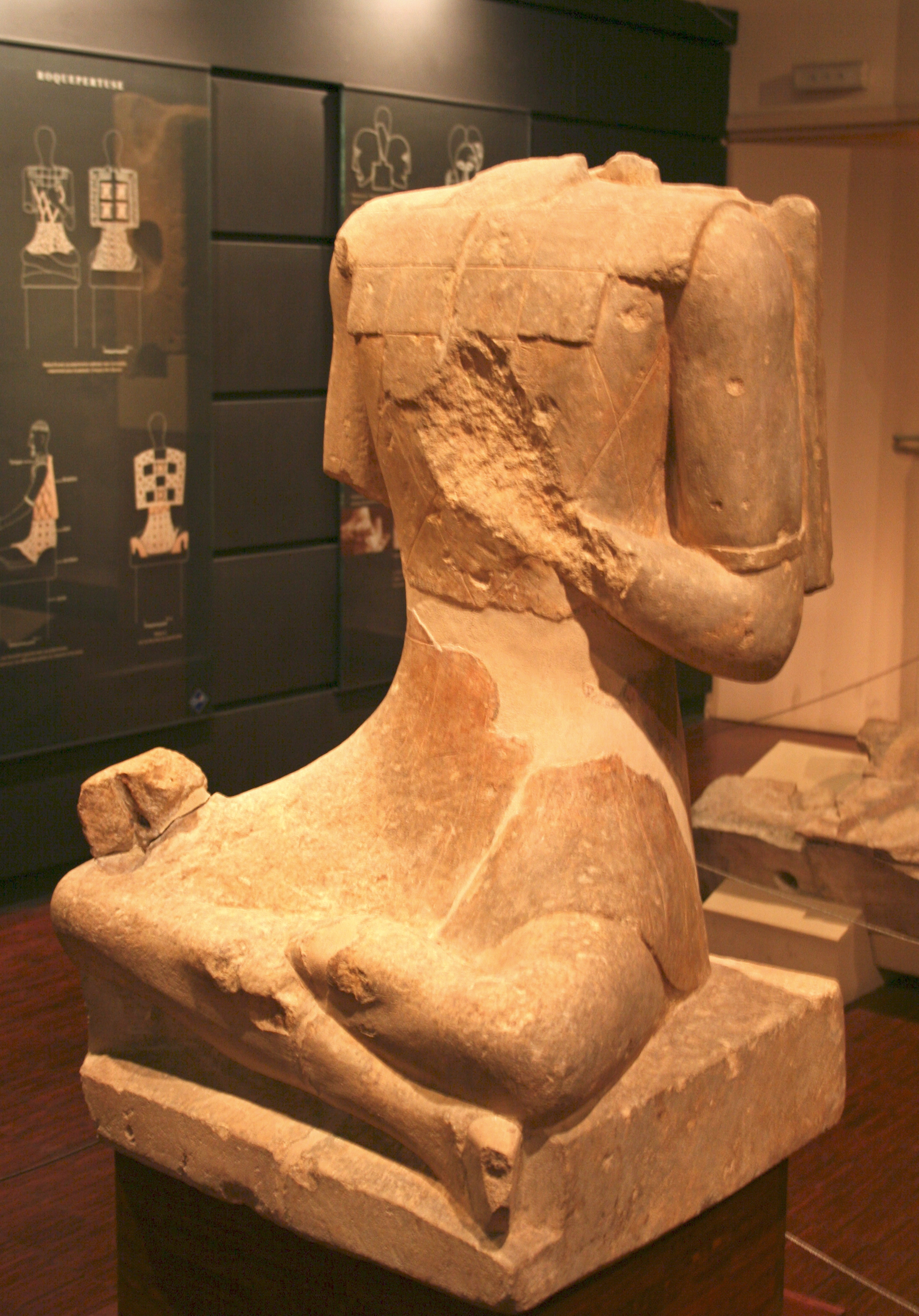
L'un des accroupis retrouvés à Roquepertuse.

Statues de guerrier et de membre de l'élite sculptées en ronde bosse, plus ou moins grandeur nature, les sujets sont représentés assis en tailleur, et tenant des objets symboliques dans leurs mains. Les statues sont peintes et polychromes, et généralement placées au sein de structures, portiques ou salles hypostyles, décorées. Les statues les plus connues sont celles découvertes à Roquepertuse, à Glanum ou celles, plus fragmentées, d'Entremont.
Tout d'abord datées des IIe et Ier siècles av. J.-C. en raison de leur réemploi au sein de contextes archéologiques postérieurs, un certain nombre de ces statues a subi un réexamen au terme duquel une nouvelle datation, plus haute, a été proposée. On les fait remonter désormais, pour les plus anciennes, au IVe siècle,
La statue dite du Guerrier de Lattes ainsi que celle de Grézan peuvent éventuellement être intégrées à ce corpus, bien que la posture de l'un, Grézan, soit inconnue du fait des mutilations de l'œuvre et que l'autre soit représenté dans une attitude différente de la posture accroupie traditionnelle. Il existe aussi, à Entremont, des représentations de membres féminins de l'aristocratie.

#### Les accroupis de Gaule centrale
Un autre groupe d'accroupis est connu de manière plus informelle, on compte au sein de cet ensemble, les sept statues découvertes à Argenton-sur-Creuse, une statue trouvée à Châteaumeillant, une autre provenant de Néris-les-bains, celle de Saint-Paul-d'Eyjeaux en Haute-Vienne, des Châtelliers à Amboise, celle de Saint-Ambroix. La commune de Châteaumeillant a également livré la main ainsi que quelques fragments d'une autre statue.
Contrairement aux accroupis méridionaux, ils ne sont pas grandeur nature, et sont en général plus petits. Ainsi la statue de Néris-les-Bains mesure 88 cm de haut, socle non compris, celle d'Amboise ne mesure que 38 cm. Parmi les statues trouvées à Argenton-sur-Creuse, deux d'entre elles mesurent de 40 à 50 cm, une troisième est plus petite, 17 cm. Ces œuvres sont également plus récentes que leurs homologues de Gaule méridionale, une bonne part d'entre elles ayant été retrouvée au sein de contextes gallo-romains. Les découvertes sont plutôt faites dans un contexte cultuel.
Ce groupe s'agrandit en 2015, à la suite de la découverte sur l'oppidum des Châtelliers à Amboise, d'une seconde statue accroupie en contexte de dépôt rituel au fond d'un puits. D'environ 40 cm de hauteur, taillée dans une pierre locale, cette statue date de la période gauloise. La même fouille met au jour une sépulture au sein même de l'oppidum.

### Œuvres remarquables

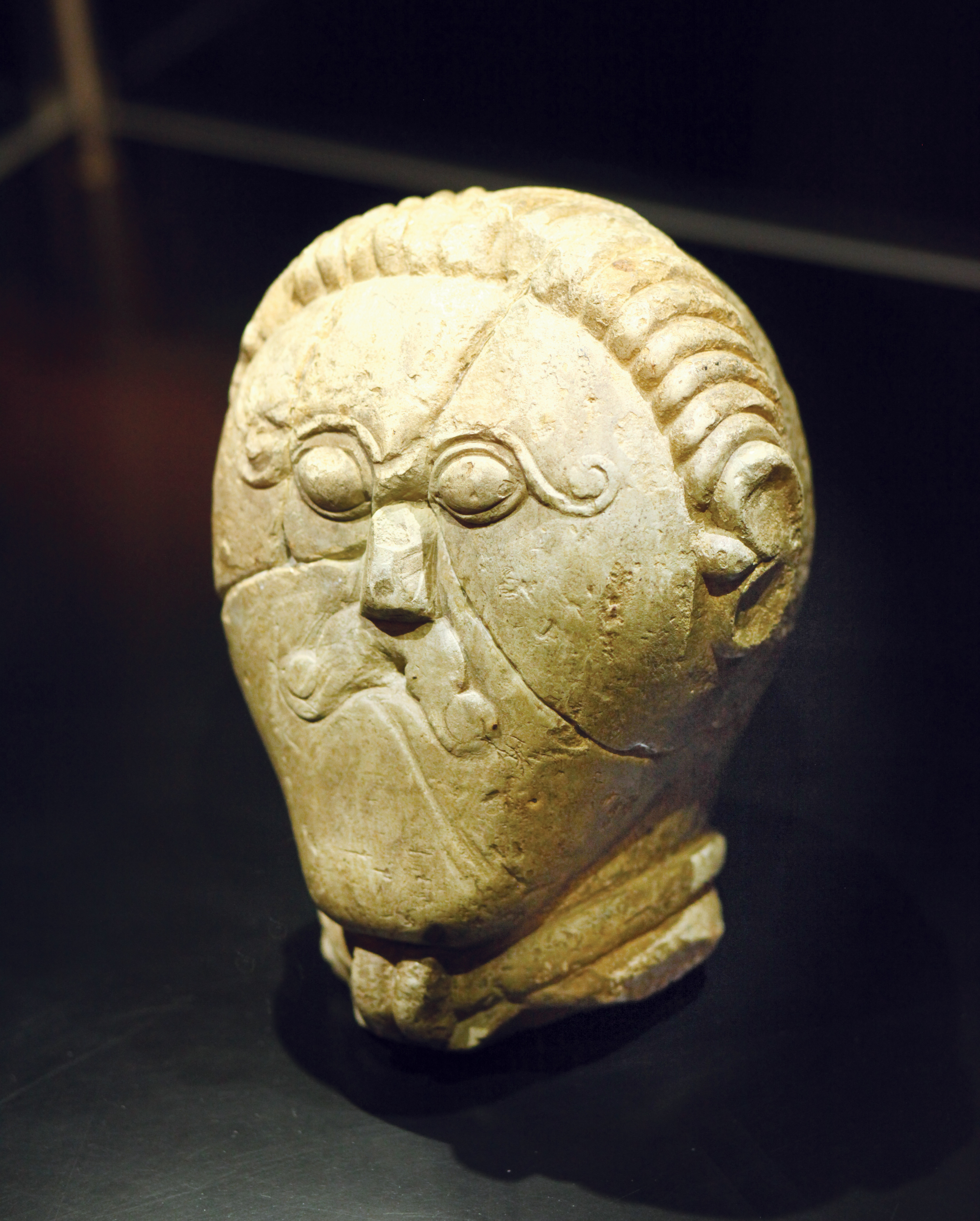
Tête de Mšecké Žehrovice.

Les statues de Vix : découvertes dans le fossé du sanctuaire hallstattiens des Herbues à Vix, ces deux statues, de facture identiques étaient probablement disposées de part et d'autre de l'entrée du lieu sacré. Sculptées grandeur nature, probablement exposées sur des piliers, les statues représentent respectivement une femme noble et un guerrier en arme, tous deux assis. Les statues, lors de leur dépôt — probablement rituel — au sein du fossé, ont été décapitées. Toutefois, le torque de la statue féminine présente de troublantes analogies avec celui de la tombe de Vix, proche, et permet, comme dans le cas des statues du Glauberg, d'établir un lien entre statue et membre de l'élite dominante.
Tête de Mšecké Žehrovice : tête de statue découverte en 1943 à l'extérieur de l'enceinte de l'âge du fer de Mšecké Žehrovice, en Tchécoslovaquie. Elle est plus ou moins rattachée à un contexte archéologique de sanctuaire du IIe siècle. Cette pièce, découverte fragmentée en cinq morceaux, représente une tête humaine parée d'un torque à tampons et de moustaches. La représentation est très détaillée quoique assez stylisée, ainsi par exemple, les oreilles du personnage sont formées par une palmette et ses moustaches et ses sourcils se terminent par des volutes en forme d'esses. La tête mesure 25 cm de haut ce qui suggère que l'œuvre originelle était représentée grandeur nature.
Dieu de Geneva : découverte en 1898 à proximité du port antique de Genève, cette grande statue de bois de près de trois mètres de haut représente un guerrier en arme, tout d'abord interprétée comme une statue médiévale, les analyses dendrochronologiques confirment sa confection au cours des années 1980 av. J.-C. Elle est aujourd'hui considérée comme la représentation d'un noble évergète allobroge ou d'une divinité tutélaire veillant sur le port.
Statue de Seurre : statue en bois d'arbre fruitier retrouvée dans le lit de la Saône à Seurre. Son matériau périssable n'a pas permis la conservation de l'intégralité de l'œuvre, seuls les jambes et le bassin subsistent. Il s'agit donc d'une statue en pied, représentée au tiers de la taille réelle, d'un homme debout et ithyphallique. Ce dernier point peut la rapprocher du guerrier de Hirshlanden. La pièce est datée d'environ 500 av. J.-C.
Le Dieu de Bouray : statue de tôle de bronze découverte en 1845 à Bouray-sur-Juine représentant une entité divine accroupie à la mode celtique et pourvue de pieds en forme de pattes de cerf.
Stèle de Penfoul : découverte à Landeleau dans le Finistère, il s'agit de la plus ancienne sculpture attestée en Gaule de l'ouest. C'est un bloc de quartz de 1,80 m, très sommairement mis en forme pour évoquer une figure humaine. Elle a été retrouvée en contexte funéraire.
Statue de Ballachulish : statue en bois d'aulne d'une figure féminine, dotée d'yeux en quartzite mesurant 1,39 m de haut. Cette œuvre a été découverte en 1880 sur la rive du Loch Leven à Ballaculish dans le Comté d'Inverness en Écosse. La statue a été datée au radiocarbone vers 600 av. J.-C., soit aux débuts de l'âge du fer en Écosse. La statue est aujourd'hui très dégradée. En effet, en 1880, les connaissances techniques et scientifiques permettant de conserver les bois antiques gorgés d'eau sont quasi inexistantes. La statue, en séchant, s'est donc déformée et rompue. Les jambes ont également été brisées lors du transport vers Édimbourg.

## Représentations animales

### LesVerracosd'Ibérie
Les Verracos sont des sculptures zoomorphes, parfois assez stylisées, que l'on trouve essentiellement sur le plateau de la Meseta et attribuées essentiellement, du fait de leur datation, au peuple des Vettons. Les œuvres affectent généralement la forme de porcs ou de taureaux, plus rarement d'ours ou d'équidés, représentés debout. Les interprétations divergent quant à leur fonction, il pouvait s'agir de marqueurs de limite ou de propriété des pâturages, d'idoles protectrices pour le bétail, ou de monuments funéraires.
La plus grande découverte à ce jour se trouve exposée sur la place principale de Villanueva del Campillo, la découverte la plus septentrionale est celle exposée au musée basque de Bilbao et surnommée l'«idole de Mikeldi», découverte à Iurreta en Biscaye. Parmi les plus connues, on peut mentionner les taureaux de Guisando à El Tiemblo en Avila, ou le taureau présent sur le pont romain de Salamanque.

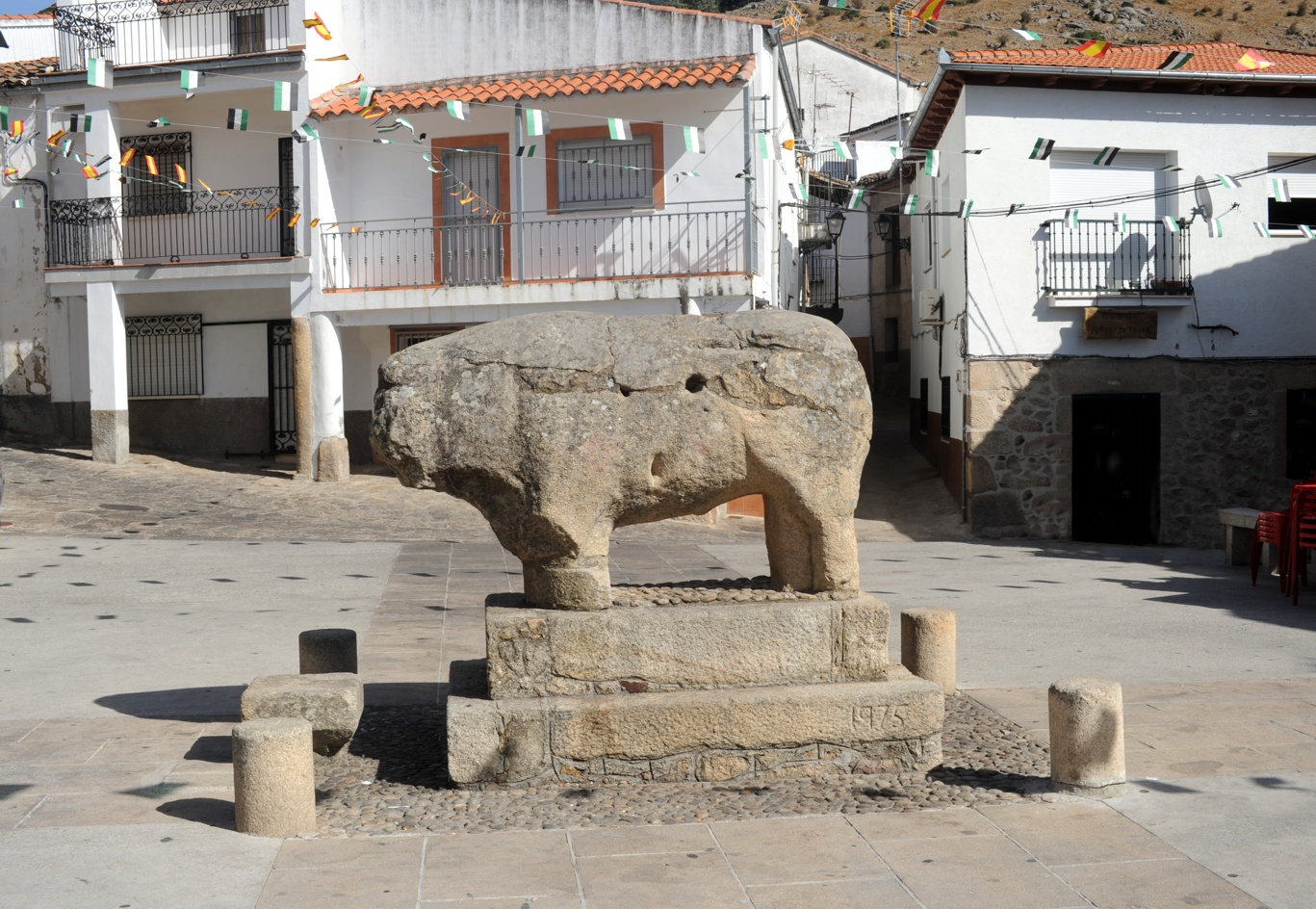
Verracos représentant un taureau à Segura de Toro.
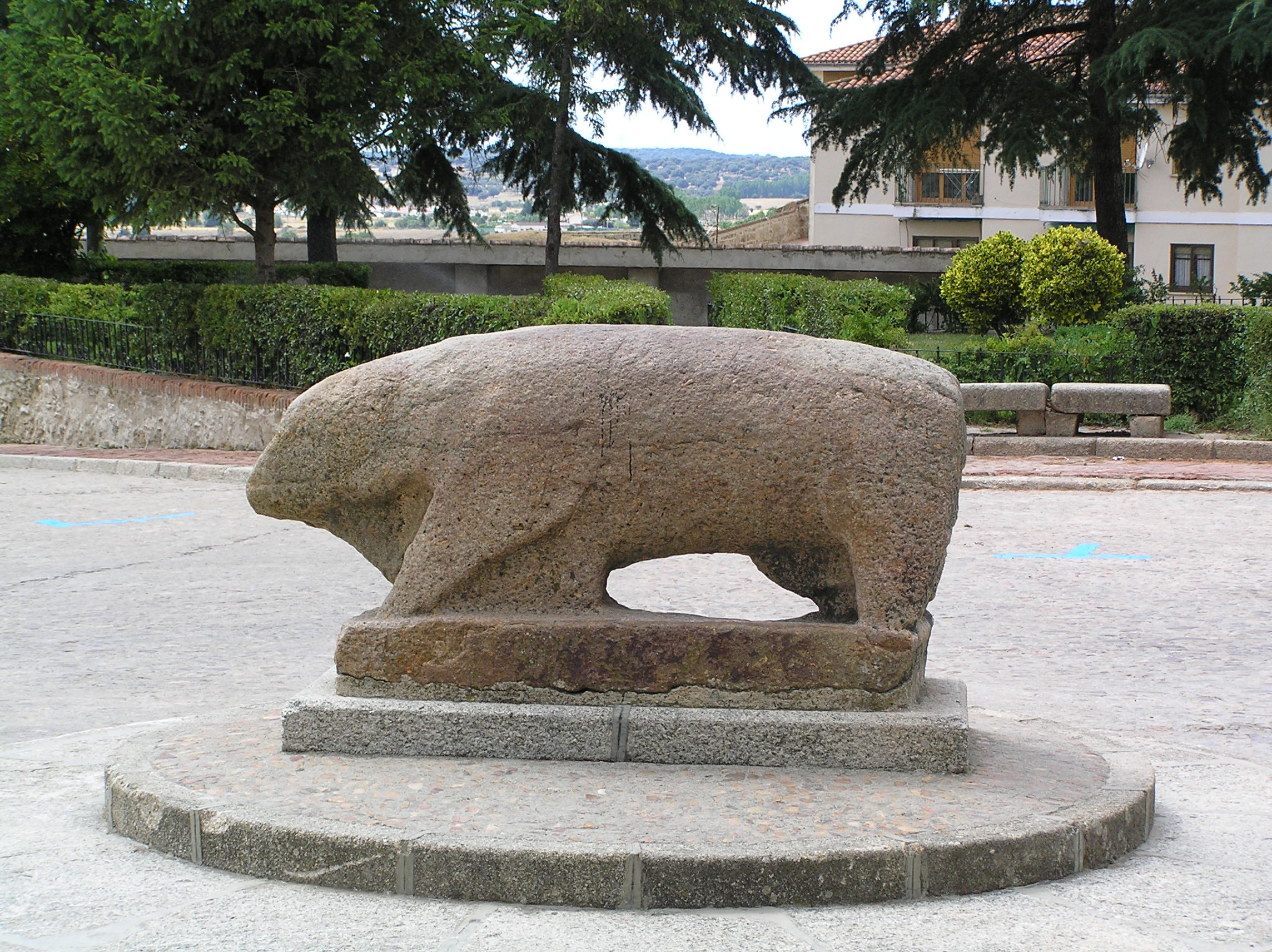
Porc ou sanglier - Ciudad Rodrigo.
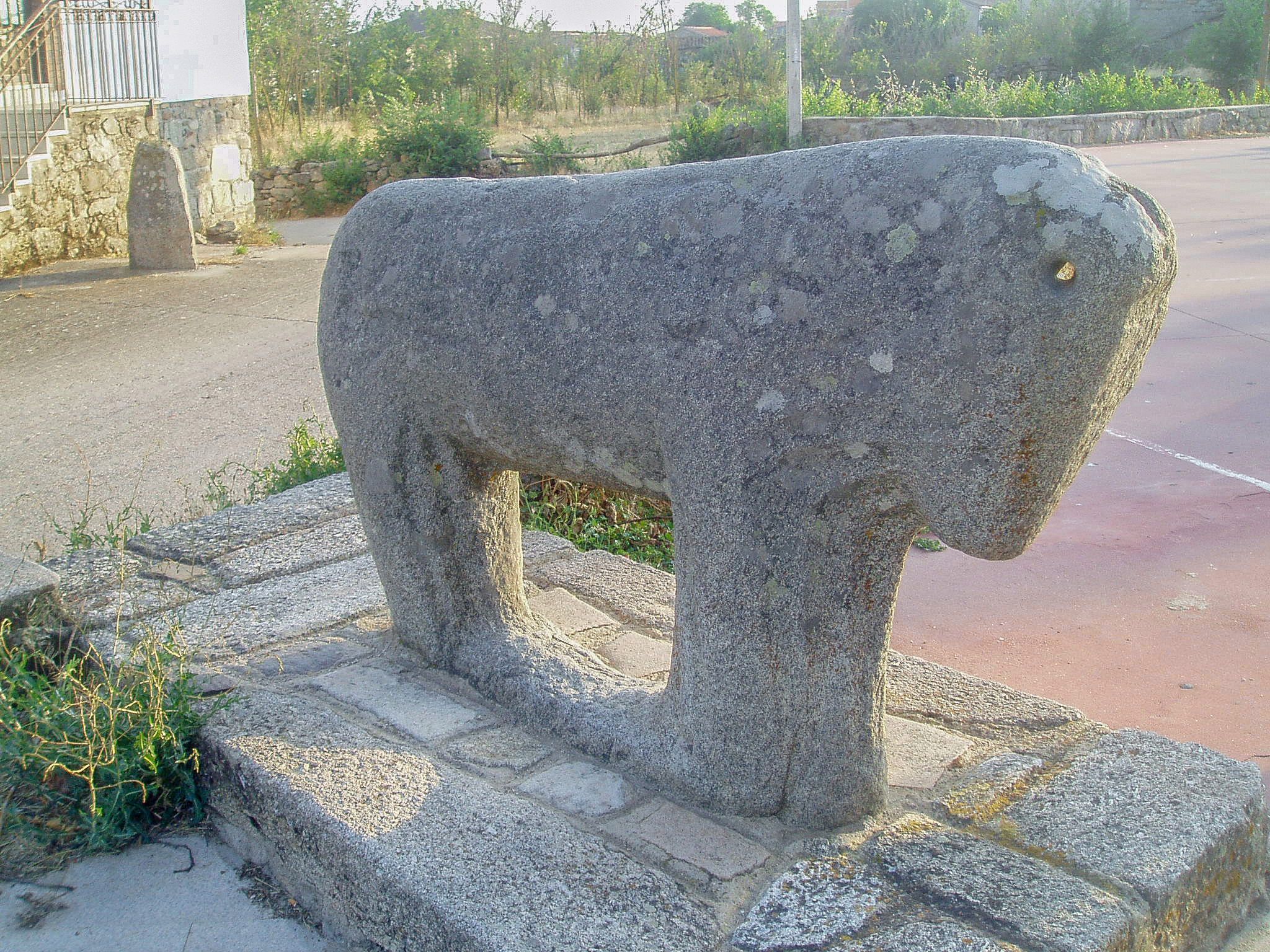
Mule à Villardiegua.
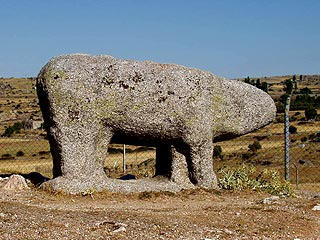
Porc de Mingorria.

## Les décors

### Les décors non-figuratifs
En Armorique se retrouve à date haute, une tradition de stèles gravées.

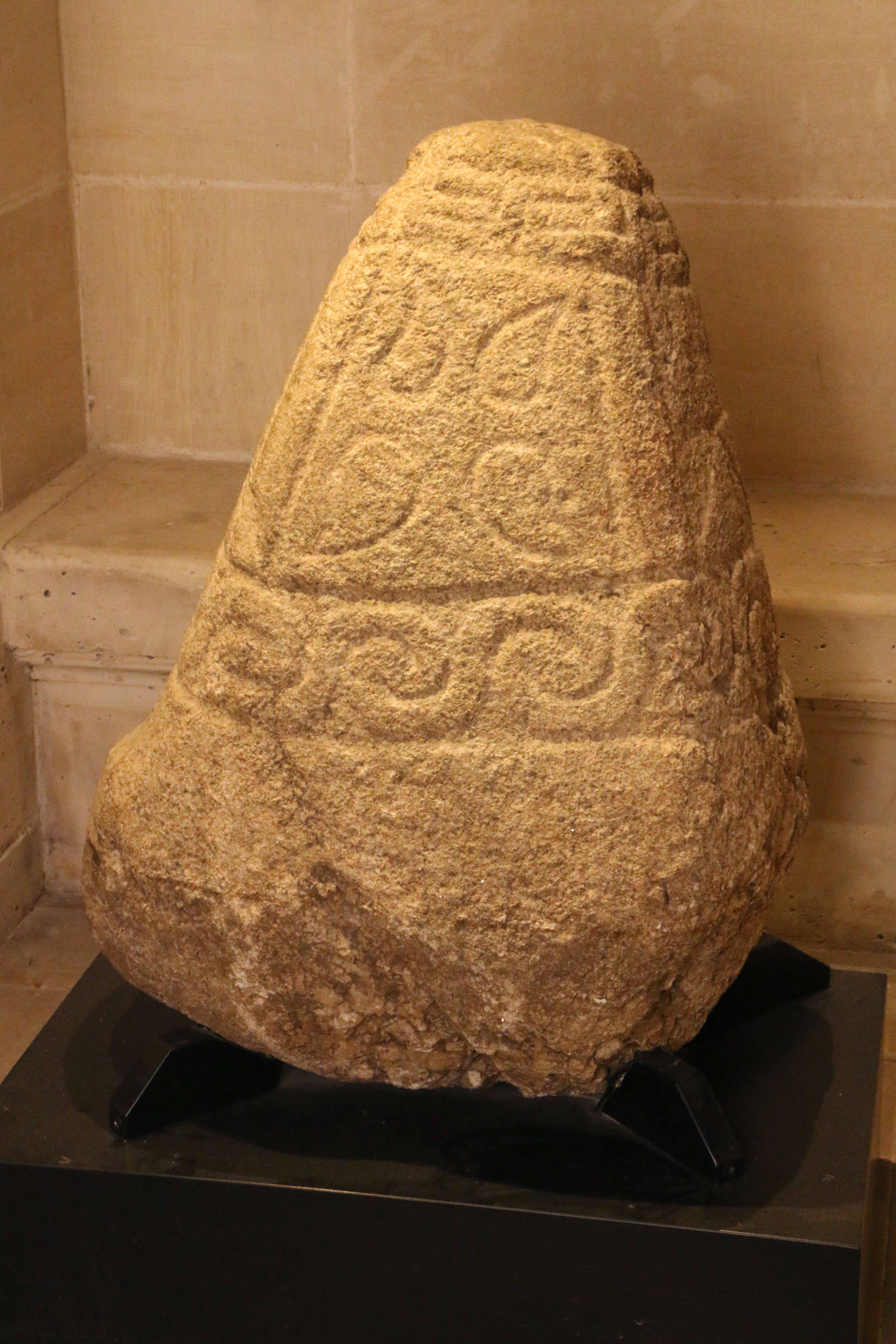
Stèle de Kermaria découverte à Pont-Labbé.